# Liveri
Liveri ist eine italienische Gemeinde mit 1467 Einwohnern (Stand 31. Dezember 2023) in der Metropolitanstadt Neapel, Region Kampanien.
Die Nachbarorte von Liveri sind Carbonara di Nola, Domicella (AV), Marzano di Nola (AV), Nola, Palma Campania, San Paolo Bel Sito und Visciano.

## Bevölkerungsentwicklung
Liveri zählt 662 Privathaushalte. Zwischen 1991 und 2001 fiel die Einwohnerzahl von 1870 auf 1815. Dies entspricht einer prozentualen Abnahme von 2,9 %.